# Локвањ
Локвањ је назив у српском језику и у српској ботаничкој литератури за врсте родова Nymphaea и Nuphar (фамилија Nymphaeaceae).  Заједничке карактеристике ових врста су да су оне вишегодишње водене биљке,  са великим срцоликим листовима који плутају по површини воде. Видљиве разлике су у грађи и боји цвета: код рода  цветови су искључиво жуте боје са изразито већим чашичним од круничних листића, док су код рода  цветови бели, ружичасти, или плавкасти (ретко жућкасти), са крупнијим круничним листићима и стаминодијама, него чашичним листићима. Стога се род Nuphar у српској литератури назива "жути локвањ".

### Галерија
- Локвањ,Ботаничка башта у Ванкуверу
- Локвањ,Ботаничка башта у Ванкуверу
- Локвањ,Ботаничка башта у Ванкуверу